# Leonzia (moglie di Foca)
Leonzia (fl. VII secolo) è stata un'imperatrice bizantina, moglie dell'imperatore Foca.

## Biografia
Figlia di Sergio, patrizio che probabilmente cospirò contro il genero nel 604, fu incoronata imperatrice il 25 novembre 602, dopo che la rivolta guidata dal marito Foca risultò nell'ottenimento dello stesso del trono ai danni di Maurizio.
Leonzia e il marito ebbero solamente una figlia, Domezia. Dopo il matrimonio della figlia con un generale patrizio di nome Prisco avvenuto nel 605, Leonzia non è più nominata nelle fonti seppur la sua immagine rimase impressa sui folles.